# Theisz György
Theisz György (Szekszárd, 1952. május 31. –) Mikola-díjas és Ericsson-díjas matematika–fizika–technika–számítástechnika szakos tanár.

## Életpályája
Szülővárosában járt általános iskolába és itt érettségizett 1970-ben a Garay János Gimnázium matematika–fizika tagozatos osztályában. 11 hónap előfelvételis sorkatonai szolgálat után 1971–1976 között a szegedi József Attila Tudományegyetemen tanult és 1976-ban matematika-fizika szakos középiskolai tanári diplomát szerzett. Diplomamunkájának témája elektronikus stopperóra készítése volt.
A végzést követően a székesfehérvári József Attila Gimnáziumban kezdett el tanítani. Munka mellett 1979–1982 között Budapesten, az Eötvös Loránd Tudományegyetemen tanult és technikatanári oklevelet szerzett. 1984-ben iratkozott be a debreceni Kossuth Lajos Tudományegyetemre és 1986-ban kapta meg harmadik diplomájaként a számítástechnika szakos tanári oklevelet. A tanítás mellett 1987-től az Országos Pedagógiai Intézet (OPI) számítástechnika szaktanácsadója lett. 1990-ben az OPI megszűnésekor számítástechnika szaktanácsadóként a Nemzeti Szakképzési Intézethez került, de 1992-ben lemondott erről a megbízatásról.
1994-től kezdve a székesfehérvári Teleki Blanka Gimnáziumban tanított, emellett 1995-től a Fejér Megyei Pedagógiai Szolgáltató Intézet fizika szaktanácsadója lett. Feladata kezdetben a középfokú terület gondozása volt, de 2004-től az általános iskola felső tagozatának segítését is feladatul kapta. 1998–2000. között a Budapesti Műszaki és Gazdaságtudományi Egyetemen közoktatási vezető szakirányú szakképzettséget szerzett. Itt diákjogi témában írta szakdolgozatát. Szaktanácsadói tevékenységét a megyei pedagógiai intézet 2008. évi megszűnésekor fejezte be. 2012 végén vonult nyugdíjba.
Pályája során rendszeresen részt vett a fizikatanári ankétokon eszközkiállítóként, illetve műhelyvezetőként. Egyik fő szervezője a Fejér megyében tanuló diákok számára szervezett Lánczos Kornél Fizikaversenynek. Több mint húsz tankönyvet bírált a tankönyvvé nyilvánítási eljárások során.

## Publikációi

### Könyvek
- BASIC tanácsadó C-16 – PLUS/4, Műszaki Könyvkiadó, Budapest, 1987. ISBN 9631073211
- C-16, PLUS/4 BASIC : Lapozgató sorozat, Műszaki Könyvkiadó, Budapest, 1989. ISBN 963108504X

### Cikkek
- Mechanika és elektronika, (szakköri program), Technika Tanítása, 1982/1. 16. oldal.
- Módosítási javaslatok a gimnáziumi eszközkészlethez, Technika Tanítása, 1983/5. 157. oldal.
- Periódusidő mérő, (kiállított eszköz ismertetése), HORIZONT, Eötvös Loránd Fizikai Társulat, Budapest, 1983., 183. oldal.
- TV antennaelosztó HT 1080Z számítógéphez, Ötlet, 1984/5. (február 2.), 31. oldal.
- Beírás – futás közben, (társszerző: Nyirati László), Mikroszámítógép Magazin, 1984/5., 7. oldal.
- Iskolaszámítógépek Velencén, (társszerző: Nyirati László), Mikroszámítógép Magazin, 1984/6., 6. oldal.
- BASIC disassembler, Mikroszámítógép Magazin, 1985/1., 6. oldal.
- Informatika és/vagy számítástechnika a technika tantárgyban, Technika Tanítása, 1989/5., 150. oldal.
- A fizikai fogalmak megalapozása és fejlesztése, HORIZONT, Eötvös Loránd Fizikai Társulat, Budapest, 1994., 127. oldal.
- Informatika és számítástechnika tantervek a NAT-hoz, Iskolakultúra, 1996/12., 107-109. oldal. → A cikk
- A tudomány (ismét) színrelép(ett), (társszerző: Ujvári Sándor), Fizikai Szemle, 2006/11., 390. oldal. → A cikk Archiválva 2018. április 11-i dátummal a Wayback Machine-ben
- Ronyecz József, 1928-2007, Fizikai Szemle, 2007/11., 381–382. oldal. → A cikk Archiválva 2018. április 10-i dátummal a Wayback Machine-ben
- Gondolatok az iskolai energiafogalomhoz, Fizikai Szemle, 2009/7–8., 281–283. oldal. → A cikk Archiválva 2018. április 10-i dátummal a Wayback Machine-ben

### Lektorálás, recenzió
- Sztrókay Kálmán: A Z80 Assembler HT 1080Z számítógépes példákkal Műszaki Könyvkiadó. Budapest, 1985. (Lektorálás)
- Csupa játék ZX Spectrumra, (Műszaki Könyvkiadó, Budapest, 1985.) – könyvismertető, Természet Világa, 1986/8.

## Díjak, kitüntetések
- Mikola Sándor-díj (2011)
- Ericsson-díj (2019)